# Gustave Roud
Gustave Roud (Saint-Légier-La Chiésaz, 20 aprile 1897 – Carrouge, 10 novembre 1976) è stato un poeta svizzero di lingua francese.
Roud vive dal 1908 nella fattoria familiare di Carrouge, nel paesaggio collinoso dell'Haut-Jorat, fino alla morte.
Autore di un'opera tutta dedicata ai temi della natura (straniata attraverso afflati romantici alla Novalis e a un uso strenuamente musicale della lingua), ha lasciato tre volumi di Scritti (prose poetiche), di cui una scelta è stata pubblicata nel 2002 nella collana Poche/Poésie di Gallimard, a cura di Philippe Jaccottet. La densa corrispondenza tra i due grandi poeti svizzeri è stata pubblicata nello stesso anno dalle edizioni Gallimard.

## Traduzioni in italiano
- Requiem e altre prose poetiche, a cura di Pierre Lepori, Novara Interlinea, 2006.
- Del camminare in pianura, a cura di Alberto Nessi, Locarno, Armando Dadò Editore, 2014.